# V468 Возничего
V468 Возничего (лат. V468 Aurigae) — двойная затменная переменная звезда типа Беты Лиры (EB) или затменная переменная звезда типа W Большой Медведицы (EW) в созвездии Возничего на расстоянии приблизительно 3463 световых лет (около 1062 парсеков) от Солнца. Видимая звёздная величина звезды — от +12,7m до +12,4m. Орбитальный период — около 0,9128 суток (21,907 часа).

## Характеристики
Первый компонент — жёлто-белая звезда спектрального класса F5. Радиус — около 3,63 солнечных, светимость — около 6,719 солнечных. Эффективная температура — около 6548 К.
Второй компонент — жёлто-белая звезда спектрального класса F.